# Chapelle de Lugaut
La chapelle de Lugaut est un lieu de culte catholique désacralisé, situé sur la commune de Retjons, dans le département français des Landes. Son chœur avec les peintures murales qui le décorent sont classés monuments historiques par arrêté du 24 juin 1964.

## Présentation
La chapelle se situe dans le quartier de Lugaut, ancienne commune indépendante rattachée à celle de Retjons au début du XXe siècle. La nouvelle commune de Lugaut-Retjons ainsi formée est renommée Retjons en 1953.

### Architecture et fresques
La chapelle, avec son clocher-mur, présente un aspect extérieur semblable à beaucoup d'autres dans la région. Sa particularité tient dans des fresques intérieures datant de la fin du XIIe et du début du XIIIe siècle, trésor de l'art médiéval. Elles se déclinent en registres décoratifs et didactiques, la facture de l'œuvre relevant de l'école romane de Cluny, avec cependant des influences italo-byzantines. 
Elles  représentent des scènes évangéliques (Annonciation, Visitation, Nativité, descente aux enfers, Résurrection), des scènes de la vie courante (le vice : danse et guerre ; la vertu : paix et travail ; scènes de chasse), des scènes symboliques (colombe de la paix, chimère, chevalier armé, agneau de Dieu, monstres, décors géométriques) et enfin une scène historique, Amanieu V d'Albret (mort en 1240), donnant l'église et ses dîmes à l'Ordre de Saint-Jean de Jérusalem. Cette dernière scène est commentée par une inscription latine indiquant qu'« Amanieu d'Albret donne cette église avec les dîmes à Dieu et aux hospitaliers de Jérusalem, à perpétuité. Les hospitaliers l'acceptent volontiers »,,.

### Historique
La chapelle est édifiée entre le XIe et le XIIe siècle, sur la rive droite du ruisseau Bourriot, au cœur d'un ancien bois (Lugaut provient du gascon luc, issu du latin lucus : bois sacré). Elle est une étape sur la voie limousine du chemin de Saint-Jacques-de-Compostelle. Aucun document ne permet de déterminer si elle dépendait de la commanderie de Bessaut voisine ou si elle appartenait à celle de Lugaut. La présence d'un hôpital des pèlerins de Saint-Jacques-de-Compostelle est évoquée.
L'édifice ne connaît pas de remaniements importants jusqu'en 1569, date à laquelle les troupes huguenotes de Montgomery le pillent et l'incendient. Le chœur, seule partie en pierre de taille, ne subit que peu de dommages. La nef doit en revanche être entièrement reconstruite, moins large et moins haute, avec des moellons de remploi. Vers 1760, le chœur est recouvert de décorations murales en stuc, la fenêtre orientale obturée, celle du sud agrandie et celle du nord transformée en porte pour donner accès à une sacristie nouvellement construite. Le clocher-mur est érigé en 1783 (date portée sur une plaque encastrée), puis remanié en 1862 (autre date portée). 
Les murs sont recouverts de badigeons au cours des XVIIIe et XIXe siècles qui masquent les peintures murales. Progressivement abandonnée dans le courant du XIXe siècle, l'église est finalement désaffectée en 1896. Utilisée comme étable et poulailler tant que tient la toiture de la nef, elle est définitivement abandonnée en 1955 et devient la proie des ronces. Les peintures murales sont redécouvertes par hasard au début des années 1960 par l'instituteur de la commune de Retjons, Marcel Labidalle, entraînant la mise hors d'eau de l'édifice. La création en 1982 de l'association « les amis de Lugaut » permet d’attirer les aides institutionnelles et de réunir fonds et bonnes volontés afin de réhabiliter le site.

## La main du diable
Non loin de la chapelle, enfoncée dans les bois au sommet d'un terrain, se trouve la « main du diable », nom donné à une pierre de grès sur laquelle cinq traits sont gravés. Il s'agit, selon la légende, de la marque de la main du diable, qui aurait abandonné là ce bloc de pierre sur injonction divine. D'autres théories courent à ce sujet.